# Le Goût de l'immortalité
Le Goût de l'immortalité est un roman de science-fiction de Catherine Dufour paru en 2005 aux éditions Mnémos,.

## Résumé
Dans un futur dystopique obsédé par les modifications génétiques et rongé par la pollution, la fille d'une prostituée mandchoue vit dans la ville hypertechnologique de Ha Rebin.
Solitaire, elle a développé une intelligence acérée. Vieille de plus de deux siècles, elle revient sur son adolescence pour raconter l'histoire d'un homme qui a passé quelque temps auprès d'elle, un entomologiste nord-européen prénommé Cmatic. Il était venu en Chine pour enquêter sur une mystérieuse maladie, dont il risque d'être la victime à son tour.
Le roman prend la forme d'une longue lettre, sur le modèle des Mémoires d'Hadrien de Marguerite Yourcenar, dont l'autrice s'est inspirée, en cherchant en particulier à en retrouver le rythme.

## Récompenses
- Prix Bob-Morane 2006.
- Prix Rosny aîné 2006.
- Prix du Lundi 2006.
- Grand prix de l'Imaginaire 2007.

## Critiques
Le roman a fait l'objet d'une critique par Xavier Bruce dans le magazine Galaxies no 39 (2006), p. 197-198.